# Arne Dahl: Upp till toppen av berget
Arne Dahl: Upp till toppen av berget (en inglés: Arne Dahl: To The Top of the Mountain), es una miniserie sueca transmitida del 4 de noviembre del 2012 al 2 de mayo del 2013 y dirigida por Jörgen Bergmark. 
Es la primera miniserie y la tercera parte de la franquicia de Arne Dahl.
La miniserie es una adaptación a la pantalla de la novela "Arne Dahl: Upp till toppen av berget" del autor sueco Jan Arnald, quien en ocasiones firma bajo el seudónimo de "Arne Dahl" publicada en el 2000.
La miniserie es precedida por la película Arne Dahl: Ont blod y sucedida por la miniserie Arne Dahl: De största vatten.

## Historia
Una familia sueca se encuentra de viaje por la carretera de los Alpes Austriacos, cuando su coche explota violentamente, lamentablemente los padres y el bebé mueren instantáneamente. 
El caso se vincula directamente con la Unidad Especial conocida como "Grupo A", ya que el hombre asesinado era un oficial de la policía que trabajaba encubierto en el restaurante del chef David Billingers, una celebridad amada por los tabloides y famoso por sus importantes restaurantes, que es buscado por la policía bajo sospecha de manejar un cartel de drogas y de tener relaciones con una banda criminal holandesa.
Mientras tanto el oficial Gunnar Nyberg ha estado ayudando a la investigadora de abuso infantil Sara Svenhagen para destruir una red de pedofília, por otro lado el oficial Jorge Chavez rápidamente se siente atraído por Sara.

## Personajes

### Personajes principales
| Actor             | Personaje       | Ocupación                                   | Episodios | Duración    |
| ----------------- | --------------- | ------------------------------------------- | --------- | ----------- |
| Shanti Roney      | Paul Hjelm      | Detective de la Unidad Especial "Grupo A"   | 2         | 2012 - 2013 |
| Matias Varela     | Jorge Chavez    | Detective de la Unidad Especial "Grupo A"   | 2         | 2012 - 2013 |
| Malin Arvidsson   | Kerstin Holm    | Detective de la Unidad Especial "Grupo A"   | 2         | 2012 - 2013 |
| Magnus Samuelsson | Gunnar Nyberg   | Detective de la Unidad Especial "Grupo A"   | 2         | 2012 - 2013 |
| Claes Ljungmark   | Viggo Norlander | Detective de la Unidad Especial "Grupo A"   | 2         | 2012 - 2013 |
| Niklas Åkerfelt   | Arto Söderstedt | Detective de la Unidad Especial "Grupo A"   | 2         | 2012 - 2013 |
| Vera Vitali       | Sara Svenhagen  | Investigadora de Abuso Infantil             | 2         | 2012 - 2013 |
| Irene Lindh       | Jenny Hultin    | Inspectora en Jefe de la Unidad / Detective | 2         | 2012 - 2013 |

### Personajes secundarios
| Actor               | Personaje         | Ocupación              | Episodios | Duración    |
| ------------------- | ----------------- | ---------------------- | --------- | ----------- |
| Pablo Leiva Wenger  | Angel             | -                      | 2         | 2012 - 2013 |
| Bas Keijzer         | Van Aerts         | -                      | 2         | 2012 - 2013 |
| Jacob Nordenson     | David Billinger   | Chef                   | 2         | 2012 - 2013 |
| Sven Ahlström       | Sverker Billinger | -                      | 2         | 2012 - 2013 |
| Mats Blomgren       | Dan Mörner        | -                      | 2         | 2012 - 2013 |
| Carina Jingrot      | Daniella          | -                      | 2         | 2012 - 2013 |
| Peter Schildt       | Bo Ekstrand       | -                      | 2         | 2012 - 2013 |
| Frida Hallgren      | Cilla Hjelm       | -                      | 2         | 2012 - 2013 |
| Bisse Unger         | Danne Hjelm       | -                      | 2         | 2012 - 2013 |
| Juda Goslinga       | Hoost             | -                      | 2         | 2012 - 2013 |
| Freddy Åsblom       | Jovan             | -                      | 2         | 2012 - 2013 |
| Aliette Opheim      | Lottie            | -                      | 2         | 2012 - 2013 |
| Sanna Mari Patjas   | Astrid Olofsson   | -                      | 2         | 2012 - 2013 |
| Susanne Barklund    | Mona Ekstrand     | -                      | 2         | 2012 - 2013 |
| Sofia Zouagui       | Sonja             | -                      | 2         | 2012 - 2013 |
| Katharina Cohen     | Anki Wust         | -                      | 2         | 2012 - 2013 |
| Ebba Ribbing        | Tova Hjelm        | -                      | 1         | 2013        |
| Rolf Lydahl         | John Alvén        | -                      | 1         | 2012        |
| Ulricha Johnson     | Susanne Hörnfelt  | -                      | 1         | 2012        |
| Niklas Larsson      | Karsten Mollström | -                      | 1         | 2012        |
| Claes Hartelius     | Brynolf Svenhagen | -                      | 1         | 2012        |
| Lena Carlsson       | Gunni Wittorp     | -                      | 1         | 2012        |
| Linnea Pettersson   | Lenna             | -                      | 1         | 2012        |
| Robert Follin       | Dennis Shilts     | -                      | 1         | 2012        |
| Utas                | -                 | Taxista                | 2         | 2012 - 2013 |
| Claes Elfsberg      | -                 | Locutor del Telediario | 2         | 2012 - 2013 |
| César Sarachu       | Aram Razai        | Limpiador              | 1         | 2012        |
| Hanna Svensson      | -                 | Portera                | 1         | 2013        |
| Magnus Af Sandeberg | -                 | Enfermero              | 1         | 2013        |
| Merijn de Jong      | -                 | Padre en Holanda       | 1         | 2012        |
| Horace Cohen        | -                 | Portero en Ámsterdam   | 1         | 2012        |
| Fikret Cesmeli      | -                 | Médico                 | 1         | 2012        |
| Jenny Asterius      | -                 | Peluquera              | 1         | 2012        |
| Hannah Hoekstra     | -                 | Camarera en Holanda    | 1         | 2012        |

## Episodios
La miniserie estuvo conformada por dos episodios.

## Producción
El primer y segundo episodios estrenado el 4 de noviembre del 2012 y el 2 de mayo del 2013 estuvieron escritos por Cilla Börjlind y Rolf Börjlind (en el guion), basados en las novela de Arne Dahl. Contó con la participación de los productores Klaus Bassiner, Lars Blomgren, Gunnar Carlsson, Wolfgang Feindt, Lena Haugaard, Lone Korslund, Åke Lundström y Peter Nadermann, en apoyo del productor del productor ejecutivo Henrik Zein, el productor de posproducción Peter Bengtsson, el productor de línea Marjin de Vries, los productores asociados Sigrid Strohmann y el asistente de productor Malini Ahlberg.
La música estuvo a cargo de Niko Röhlcke, mientras que la fotografía por Ellen Kugelberg y la edición en manos de Rickard Krantz y Thomas Täng.
Ambos episodios duraron 1 hora con 29 minutos cada uno.
El 25 de enero del 2012 se estrenó en DVD la primera parte de la miniserie.

### Emisión en otros países
| País      | Título                 | Fecha de Estreno                                          |
| --------- | ---------------------- | --------------------------------------------------------- |
| Finlandia | Arne Dahl: Pudotuspeli | 4 de noviembre de 2012 (Parte 1)                          |
| Japón     | -                      | 25 de abril de 2013 (Parte 1) 2 de mayo de 2013 (Parte 2) |